# The Hurricane Heist
The Hurricane Heist, auch Im Auge des Hurrikans betitelt, ist ein US-amerikanischer Actionthriller aus dem Jahr 2018. Regie führte Rob Cohen.

## Handlung
Gulfport, Alabama im August 1992. Die Brüder William und Breeze Rutledge fliehen zusammen mit ihrem Vater vor dem sich nähernden Hurrican „Andrew“. Während sich die Kinder in ein Bauernhaus retten können, wird der Vater von einem umstürzenden Wassertank erschlagen.
Die Gegenwart. Die gleiche Gegend wird jetzt vom Hurrican „Tammy“ bedroht. William ist Doktor der Meteorologie und untersucht mit einem gepanzerten Fahrzeug, dem Dominator, Stürme aus nächster Nähe. Er will seinen Bruder Breeze, der im Ort eine Werkstatt unterhält, vor dem Sturm in Sicherheit bringen.
Als kurzzeitig der Strom im Ort ausfällt, und der Notstromgenerator der ortsansässigen Außenstelle des Finanzministeriums nicht anspringt, wird die dortige Mitarbeiterin Casey Corbyn losgeschickt, um Breeze für den Reparatureinsatz abzuholen. Während ihrer Abwesenheit wird die Außenstelle angegriffen, eine Gruppe Schwerverbrecher unter der Führung von Caseys Kollegen Connor Perkins will 600 Mio. US-Dollar stehlen, die dort zur Vernichtung gelagert waren. Casey hatte aber vor ihrer Abfahrt den Tresorcode geändert, so dass die Verbrecher zunächst keinen Zugriff auf das Geld haben.
Zurück an der Außenstelle bemerkt Casey den Überfall und kann fliehen, Breeze wird als Geisel festgenommen. William rettet Casey unterwegs mit seinem Dominator. Als man Hilfe beim Dorfsheriff Jimmy Dixon sucht, entpuppt sich dieser als Mittäter des Überfalls. William und Casey können fliehen und sabotieren die Decodierversuche der Verbrecher zum Öffnen des Tresors, indem sie den Sendemast für die Internetverbindung zerstören.
Als Dixon und seine Gefolgsleute in der Außenstelle ankommen und das Geld für sich beanspruchen, wird Dixon von Perkins erschossen. William und Casey können die Verbrecher weiter dezimieren, indem sie zwei von ihnen in ein Einkaufszentrum locken und dann das dortige Glasdach zerstören, so dass die Gangster vom Hurrikan weggesogen werden. Die beiden wollen zum Gegenangriff übergehen und aus dem Dominator eine Autobombe herstellen. Dazu kommt es aber nicht, da die Stadt von einem Hochwasser überflutet wird. Breeze konnte sich zwischenzeitlich befreien und kann William retten, Casey wird von den Verbrechern in Gewahr genommen und muss unter Gewaltandrohung die Tresortür öffnen.
Im Auge des Sturms verlassen die Verbrecher mit drei Trucks voller Geld und Casey als Geisel die Stadt. William und Breeze nehmen mit einem Abschleppwagen die Verfolgung auf. Nach und nach können die beiden die Trucks kapern, bis sie final den letzten von Perkins gesteuerten Truck unschädlich machen können.

## Hintergrund
Die Dreharbeiten begannen Ende August 2016 in Bulgarien. Bei einem Budget von 35 Millionen US-Dollar spielte der Film weltweit 32,5 Millionen US-Dollar wieder ein.

## Kritik
Das Lexikon des internationalen Films vergibt einen von fünf möglichen Sternen und beurteilt den Film als „überraschungslose Kombination aus Katastrophen- und Einbrecherfilm, in dem auch die Aneinanderreihung von Actionszenen keine Funken schlägt, sondern in billig produzierten Zerstörungsorgien versackt.“